# Pyrophorus avunculus
Pyrophorus avunculus là một loài bọ cánh cứng trong họ Elateridae. Loài này được Costa miêu tả khoa học năm 1972.